# Fanteria leggera
(John Keegan)

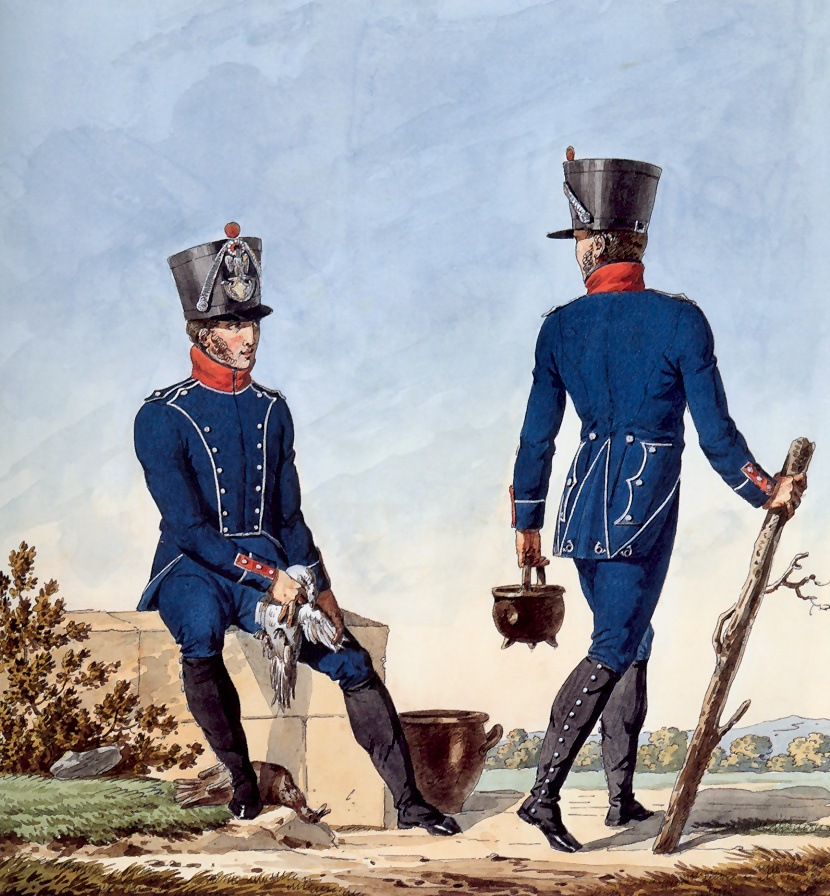
Chasseurs di fanteria leggera nella Grande Armée napoleonica (1812).

Fanteria leggera è la denominazione, per lo più tradizionale, invalsa per designare soldati incaricati di creare uno schermo avanzato al grosso della formazione di fanteria, disturbando e ritardando l'avanzata nemica.

## Storia

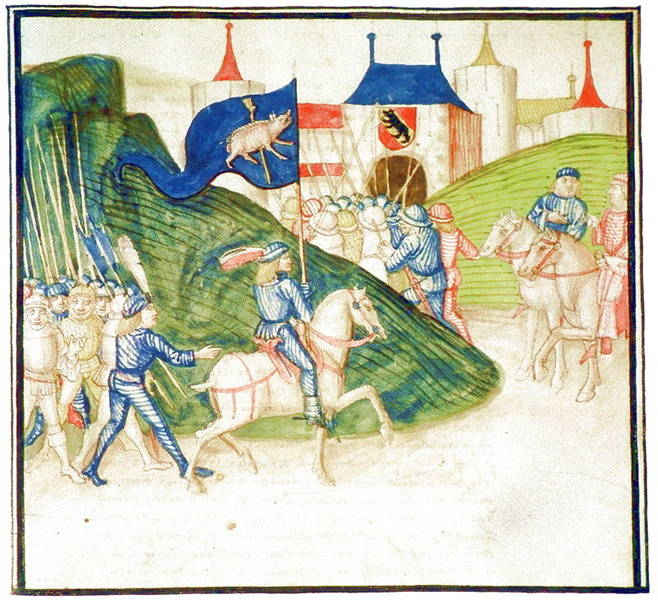
Formazione di "irregolari" (Der Saubannerzug) marcia verso Berna nel 1477. Illustrazione del 1480 (c.) tratta dalle Cronache di Berna di Diebold Schilling il Vecchio (1445-1486).

### Antichità
Il concetto di schermatura per opera di fanti leggeri è antichissimo, ben noto a greci e romani, che disponevano, rispettivamente, di peltasti e veliti. Analogamente a quanto vale per altri periodi, la denominazione di "fanteria leggera" descrive più il ruolo di questi combattenti che il loro armamento. Per esempio, l'equipaggiamento dei peltasti si fece — nel tempo — sempre più pesante, accompagnandosi ad un simmetrico alleggerimento di quello assegnato agli opliti.
Ciò che rendeva gli skirmishers (o, se si preferisce, i "volteggiatori") "fanteria leggera", in realtà, era il fatto di combattere in ordine aperto; così come gli opliti erano "fanteria pesante" perché il loro impiego tattico naturale era la proverbiale falange.

### Età moderna
Gli eserciti regolari facevano di solito affidamento su truppe irregolari
per svolgere le mansioni tipiche della fanteria leggera. Verso il XVII secolo, il ruolo di fanteria leggera venne — con apparente paradosso — assunto dai dragoni, guerrieri armati alla leggera ma muniti di corazza, che si spostavano celermente a cavallo sul campo di battaglia, però combattevano appiedati.
Nel XVIII secolo e nel successivo, la maggior parte dei battaglioni di fanteria possedeva una compagnia leggera. Annoveravano soprattutto uomini di piccola ed agile corporatura, in grado di agire di propria iniziativa, posto che spesso non operavano irreggimentati secondo l'uso (allora) prevalente, ma sparpagliati in erratici manipoli. Di solito venivano anche scelti fra i migliori tiratori, e talora erano armati di un moschetto più leggero rispetto a quello di ordinanza. Alcune unità di fanteria leggera portavano fucili al posto di moschetti, ed indossavano uniformi di un particolare colore verde (rifle green, ovverosia "verde fuciliere"); assunsero la denominazione di rifle regiments in Inghilterra e reggimenti Jäger (cacciatori) nei paesi di lingua tedesca. In Francia, al tempo delle guerre napoleoniche, i fanti leggeri erano detti voltigeurs e i franchi tiratori tirailleurs.

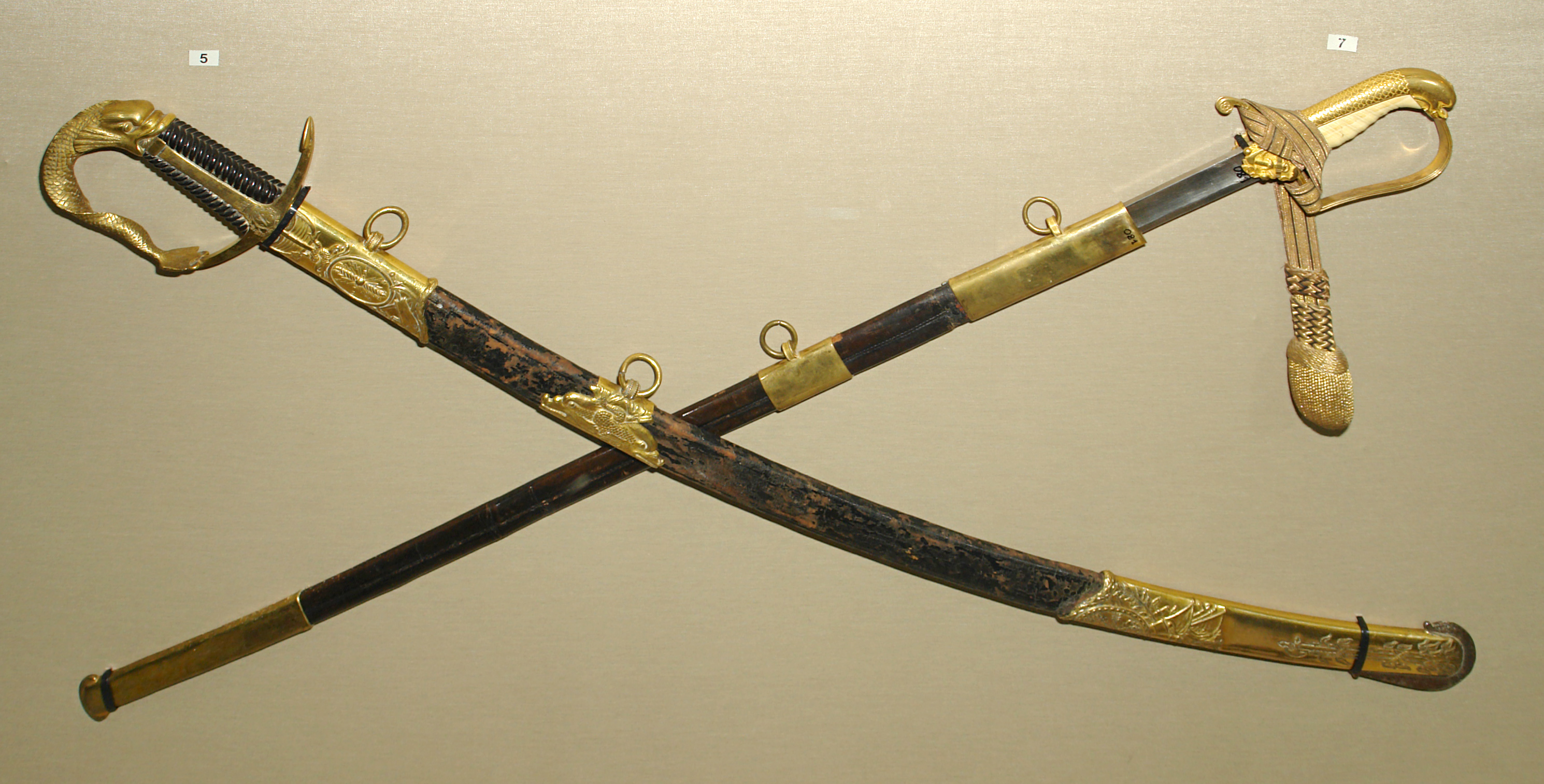
Armi bianche russe dell'800 (Collections of the Military-historical Museum of Artillery, Engineer and Signal Corps).

Anticipando decisamente una tendenza contemporanea — a differenza di quanto praticato dagli ufficiali della fanteria "ordinaria", tipicamente dotati di pesanti spade a lama dritta  — gli ufficiali di fanteria leggera a volte recavano moschetti e preferivano sciabole ricurve e più leggere. Le segnalazioni acustiche degli ordini erano affidate al bugle od al fischietto piuttosto che al tamburo (il suono di un bugle arriva più lontano, e non è facile spostarsi rapidamente se si deve trasportare un tamburo). Alcuni eserciti, tra cui senz'altro il britannico ed il francese, convertirono interi reggimenti in reparti di fanteria leggera. Talora venivano considerati alla stregua di forze speciali, segnatamente per il maggior grado di addestramento e di autodisciplina postulati in unità capaci di assolvere tanto la parte di fanteria leggera quanto, all'occorrenza, quella della "normale" fanteria.
Nell'ultimo scorcio dell'800, il concetto del combattere in formazione aveva imboccato il viale del tramonto, pertanto anche la consolidata distinzione tra fanteria leggera e pesante perse parallelamente ed a poco a poco la propria ragion d'essere. Essenzialmente, in pratica tutta la fanteria divenne leggera. Alcuni reggimenti — com'è notoriamente caratteristico delle istituzioni militari — conservarono nomi e tradizioni, ma in effetti si venne svuotando di sostanza ogni supposta differenza tra fanterie "di vario peso", per usare un'espressione ludica.

### Età contemporanea
Attualmente l'aggettivo "leggera" contraddistingue la Table of Organization and Equipment
che definisce unità sprovviste di armi pesanti, mezzi corazzati e/o munite di veicoli "ad impronta ridotta".

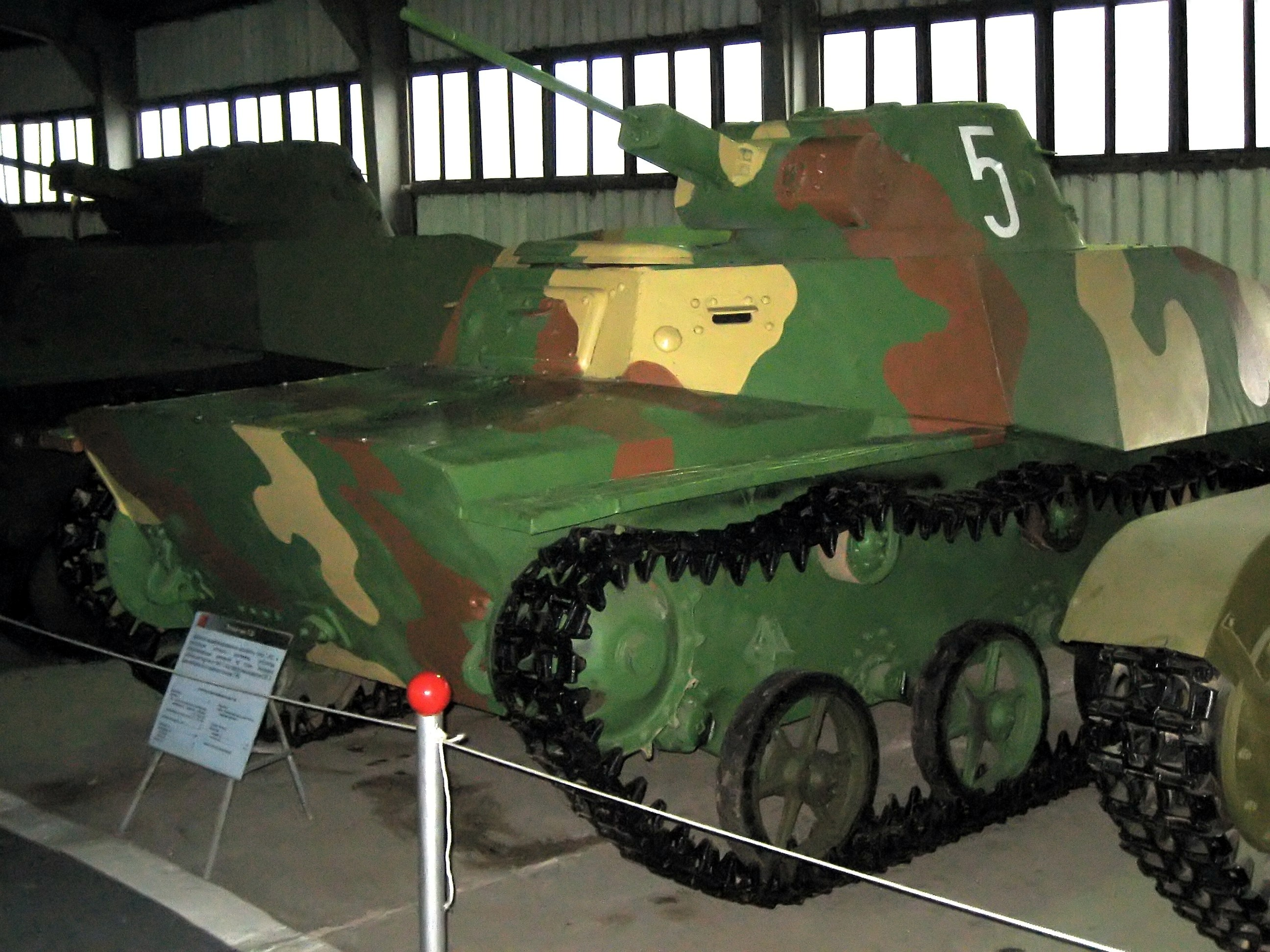
Il carro sovietico T 30 era catalogato "da fanteria leggera".

Le unità di fanteria leggera non possiedono la letalità, mobilità tattica e possibilità di sopravvivenza richieste alle unità pesanti, ma compensano con più grande mobilità strategica e con l'attitudine ad eseguire missioni su terreni ed in condizioni meteorologiche altrimenti proibitive per la capacità di movimento di un'unità pesante.

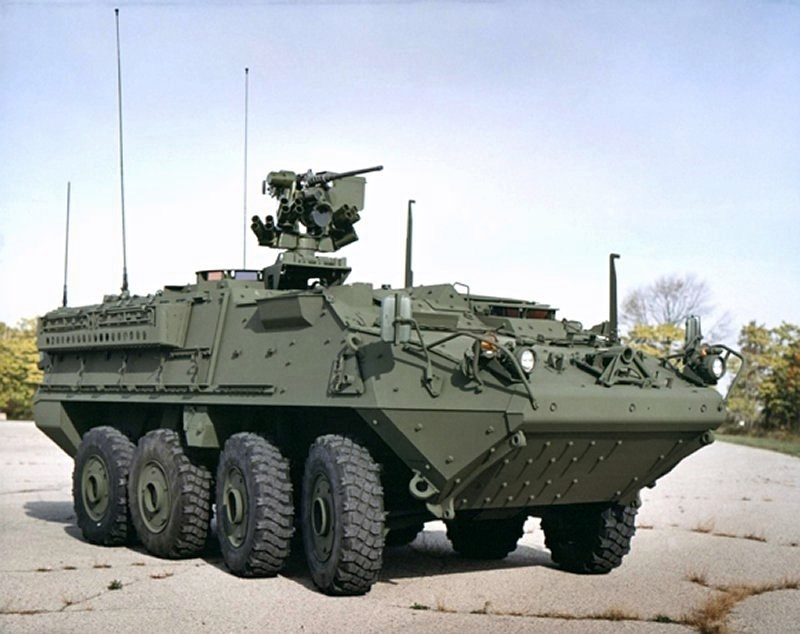
Il veicolo trasporto truppe (USA) "Stryker" (M1126).

Le forze di fanteria leggera hanno un caratteristico punto di forza nella loro capacità di operare in condizioni estreme, nel ricorso alla sorpresa, all'azione particolarmente violenta, confidando nell'addestramento, nell'"invisibilità", nell'abilità sul campo e nell'efficienza fisica di ogni singolo soldato. Per ironia della sorte, le forze di un'unità leggera normalmente sono costrette ad accollarsi equipaggiamenti individuali più gravosi di quelli che "zavorrano" i loro colleghi di reparti convenzionali: per la scarsità (o totale assenza) di veicoli loro concessi, infatti, questi operatori sono spesso costretti a portare sulla loro persona tutto l'occorrente per combattere, sopravvivere e concludere la missione posta nelle loro mani. Si noti, peraltro, il carattere in un certo senso ambivalente della fanteria leggera, nella "scala dei valori" delle forze armate nei vari paesi. Taluni stati, infatti, considerano generalmente i loro fanti leggeri alla stregua di combattenti di élite, mentre altrove la fanteria leggera, intrinsecamente più limitata nei propri equipaggiamenti, è automaticamente stimata un po' inferiore ai più potenti reparti ordinari.
Negli anni 1980 gli Stati Uniti d'America potenziarono le loro "forze leggere" per far fronte alle mutate esigenze, ed in particolare per l'aumento di minacce implicanti una forza più flessibile in grado di agire in ambienti ostici per limitati periodi. All'epoca, si trattava di questi reparti:  10th Mountain Division, 7th Infantry Division (Light), 25th Infantry Division, 6th Infantry Division (Light), ed altri battaglioni e Brigade combat teams in unità miste leggere/pesanti. L'operazione Just Cause è spesso indicata come emblematica di tali concetti. Non meno di trentamila militari USA, per lo più qualificabili come fanti leggeri, furono dispiegati a Panama nell'arco di 48 ore per compiere operazioni tattiche.
Negli anni 1990 la nozione di forze puramente leggere fu oggetto di ripensamento, a causa della loro ridotta capacità offensiva e di sopravvivenza.
Ne scaturirono il concetto di Stryker Brigade Combat Team, una maggiore attenzione alle unità di tipo task force (ad esempio le Marine Expeditionary Units) ed una riduzione delle forze leggere "pure".

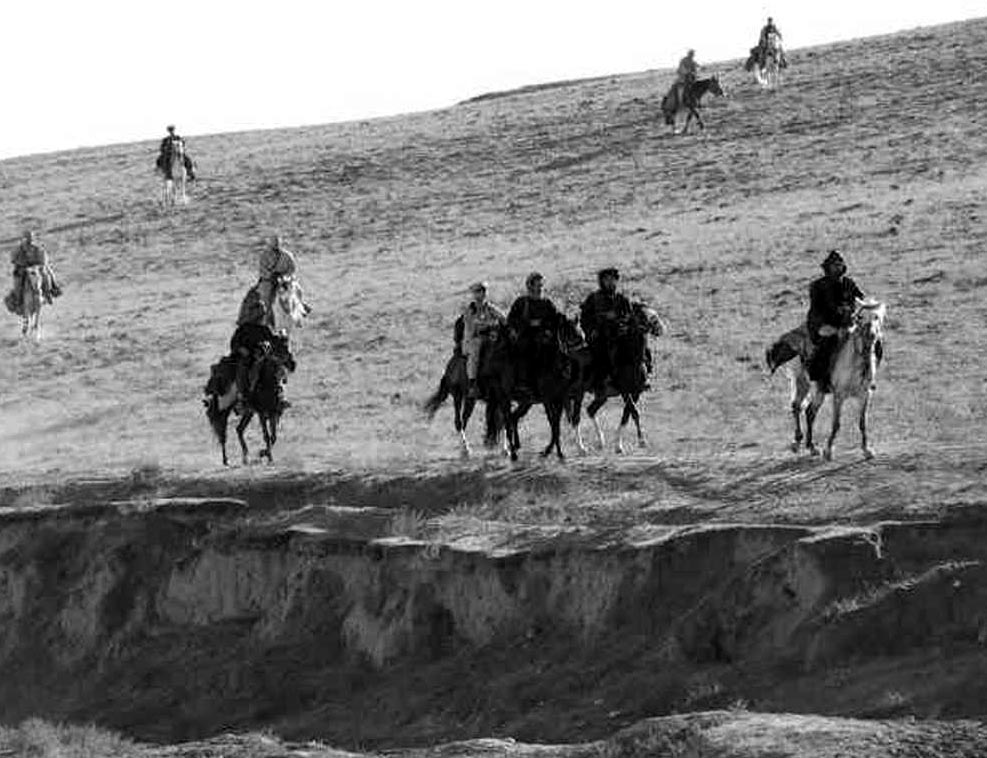
Afghanistan, 22 novembre 2001. Forze speciali USA a cavallo, affiancate da membri dell'Alleanza del Nord durante l'operazione Enduring Freedom.

Malgrado la loro riduzione, le forze leggere si sono rivelate vincenti in Afghanistan (Operation Enduring Freedom), sottolineando la persistente ragion d'essere della fanteria leggera.

## Descrizione ed impiego
La lingua inglese usa anche la denominazione skirmisher (più o meno "schermagliatore", è stata proposta anche la traduzione, ispirata al francese di "volteggiatore"; così, ad esempio, ne Il volto della battaglia, nota a pagina 151). Nella dottrina militare italiana moderna, si ravvisa una certa affinità con la nozione tattica di "contrasto dinamico".
La fanteria pesante aveva il compito principale di battersi in formazioni chiuse, costituenti il vero e proprio nerbo delle battaglie campali. L'azione della fanteria leggera spesso si poneva in termini di stretta coordinazione con la pesante, poiché la prima proteggeva la seconda dal fuoco di disturbo, laddove la fanteria pesante era chiamata a difendere la fanteria leggera dagli attacchi della fanteria pesante nemica, od anche della cavalleria.
Originariamente, la fanteria pesante era munita di corazze più spesse di quelle (eventualmente) portate dai fanti leggeri poiché in passato era consueto riferirsi ad essa per distinguerla dalla fanteria pesante, distinzione venuta meno con lo sviluppo della guerra con la polvere da sparo e delle armi da fuoco che segnarono l'obsolescenza in battaglia delle armature quali strumenti di protezione idonei.

## Esempi di unità contemporanee
Fra le unità di fanti leggeri tuttora riscontrabili, possiamo esemplificare:
- unità imbarcate (od aventi una nave come "base tipica"), come le già ricordate Marine Expeditionary Units (USMC), e la 3 Commando Brigade (Royal Marine Commandos)[17]
- fanterie con speciale vocazione ai terreni difficili come le montagne (per gli USA: 10th Mountain Division,[18] 1st Marine Regiment;[19] per l'Italia: alpini) o la giungla
- unità addette alla sicurezza interna, forze paramilitari e forze di polizia campale[20][21]
- truppe impegnate in operazioni di guerriglia/controguerriglia
- reparti di difesa interna o milizie.